# قرائت
قرائت یا علم قرائت دانش شیوه خواندن قرآن است. قرائت به صورت تحت‌اللفظی به معنی خواندن‌ است و از نظر واژه‌شناسی به معنی شیوهٔ خوانش است. «قرائات»، جمع «قرائت» است و حاکی از گوناگونی انواع قرائت است. مقصود از «قرائت صحیح قرآن» بیان الفاظ آن به همان شیوه‌ای است که محمد پیامبر اسلام خود تلفظ می‌کرده یا در حضور ایشان خوانده می‌شده و آن را تأیید می‌کرده‌است.
قرائت قرآن به روایت حفص از عاصم کوفی مشهورترین قرائت در میان عموم مسلمانان است.

## تعریف
بدرالدین زرکشی می‌گوید «قرائات عبارت از اختلاف مربوط به «الفاظ» و «عبارات» وحی است، که این اختلاف در ارتباط با حروف و کلمات قرآن و کیفیت آن‌ها ـ از قبیل تخفیف و تشدید و امثال آن ـ از سوی قراء نقل شده‌است.». دمیاطی می‌گوید: «قرائات عبارت است از: علمی که از رهگذر آن، اتفاق نظر یا اختلاف ناقلان کتاب خدا ـ دربارهٔ حذف و اثبات، متحرک خواندن و سکون، فصل و وصل حروف و کلمات و امثال آن‌ها از قبیل: کیفیت تلفظ و ابدال و غیره ـ از طریق سماع و شنیدن قابل شناسایی باشد.»

## تاریخچه
قرائت اصطلاحی است قدیمی که کاربرد آن به زمان صحابه محمد، پیامبر اسلام بازمی‌گردد. اولین علوم اسلامی که صحابه آن را فراگرفتند، حفظ قرآن و قرائت آن بوده‌است. پس از رحلت محمد، گروهی از اصحاب قرآن را در قالب مصحف‌هایی کتابت کردند، نظیر عبدالله بن مسعود، ابی بن کعب، معاذ بن جبل و مقداد بن اسود. از آن رو که این افراد دربارهٔ شیوه نگارش قرآن در مواردی با یکدیگر اختلاف داشتند، قرائات متعددی پیدا شد. مردم هر منطقه از جهان اسلام، قرآن را بر حسب شیوهٔ یکی از اصحابی که نزد آنان به سر می‌برد، قرائت می‌کردند. مردم کوفه، قرائت را از ابن مسعود فراگرفتند و اهل بصره آن را از ابوموسی اشعری آموختند و مردم شام قرائت ابی بن کعب را پذیرفتند. در نتیجه اختلاف در قرائت قرآن، ضرورت وجود علمی احساس شد که بتواند قرائت صحیح متواتر را از شاذ (نادر) متمایز کند.
پیش از نگاشته شدن قرآن و همزمان با انتشار آن شیوه‌های متفاوتی از خواندن آن وجود داشت به صورتی که در قرن دوم یا سوم هجری گفته شده چهارده روایت از شیوهٔ تلاوت و قرائت وجود داشته و حافظ نیز به از بر خواندن قرآن به چهارده روایت اشاره می‌کند که در برخی مکث‌ها و جزئیات قرائت متفاوت هستند. از این رو قرائت قرآن نباید با مفهوم حفظ قرآن اشتباه گرفته شود. قرائت ۴ رتبه دارد:
1. ترتیل: نظم و ترتیب در کلام. قواعد سخن را رعایت کردن.
2. تحقیق: مبالغه در انجام چیزی بدون کمی و زیادی. حفظ حداکثر آرامش در شیوه خواندن همراه اشباع مدّ، پایان حرکات صدا و حاصل شدن (تحقیق و محقق شدن) مخارج حروف. تحقیق نیز سه نوع دارد.
3. تحدیر: سرعت گرفتن همراه رعایت احکام تجوید
4. تدویر: چیزی بین تحقیق و تحدیر

قدیمی‌ترین دانشی که راجع به زبان قرآن در میان مسلمین رواج داشت «علم القرائه» نام دارد. علم القرائه در واقع علم به کیفیت ادای کلمات قرآن و شناخت اختلاف آن‌ها به حسب راویان است.

علل عمده اختلاف قرائات عبارتند از: «اختلاف لهجه‌ها» و «نبودن اعراب‌گذاری در خط عربی» و «نبودن اعجام یا نقطه و نشان در حروف» و «اجتهادات فردی صحابه و قاریان»، و «نبودن علایم سجاوندی و وقف و ابتدا» و هرگونه فصل و وصلی که بعدها علم قرائت عهده‌دار تدارک آن شد.

قرائت از علوم قرآنی است که به‌طور سنّتی، چندین گونه قرائت وجود دارد که هر یک نام خود را از یک قاری مشهور قرآن برگرفته‌اند. هر قرائت از راه راویان از پسِ راوی اصلی آن به بعدی منتقل می‌شود. در علم قرائت، اصول خواندن قرآن بیان می‌شود.

## تلاوت
تلاوت از ریشه (ت ل و) است به معنی متابعتحالا گاهی جسمانی و برخی مواقع هم با پیروی از پندها و در واقع تلاوت، یک اصطلاح قرآنی است که به خواندن قرآن و اندیشیدن در معانی آن گویند.
راغب گفته، تلاوت ویژه پیروی از کتاب‌های آسمانی است؛ خواه با خواندن آن باشد که گویا قاری در پی کلمات و معانی می‌رود و خواه با پیروی از اوامر و نواهی آن از این رو باید را امام و پیشوای خود قرار داد و در پی آن حرکت کرد و این همان حقیقت تلاوت است.

### آداب خاص تلاوت
1. طهارت و وضو داشتن
2. مسواک زدن
3. تلاوت با صوت زیبا
4. نه با صدای آهسته و نه با صدای بسیار بلند
5. اَدَب و طمأنینه داشتن و رو به قبله بودن
6. از روی «مصحف» تلاوت کردن[۱۰]

از رسول اکرم صلی الله علیه وآله نقل شده‌است: لیس شیء أشدّ علی الشّیطان من القرائة فی المحصف نظراً
چیزی برای شیطان سخت‌تر و کوبنده تر از تلاوت قرآن نیست، آن هم از روی مصحف و با نگاه کردن در آن